# Macartney
Macartney A/S er en international dansk virksomhed indenfor undervandsteknologi, hydraulik og offshoreløsninger. Virksomheden har hovedkvarter i Esbjerg med en række udenlandske selskaber.
1. maj 1978 etablerede Martin MacArtney "Martin Mac Artney ApS". I 1988 skiftede de navn til Macartney A/S. Anno 2024 er virksomheden fortsat ejet af MacArtney-familien. I 2024 havde de 474 ansatte i Macartney A/S og omsatte for over 1 mia. kroner.